# Henning Schlüter (Schauspieler)
Henning Behrend Schlüter (* 1. März 1927 in Hamburg; † 20. Juli 2000 ebenda) war ein deutscher Schauspieler.

## Leben
Henning Schlüter studierte zunächst von 1946 bis 1949 Philosophie, Psychologie und Germanistik und absolvierte nebenbei eine Schauspielausbildung. 1949 wurde er Ensemblemitglied des Deutschen Theaters im Osten Berlins, wo er bis 1952 unter Vertrag blieb. Außerdem spielte er zeitgleich unter Bert Brecht in dessen Berliner Ensemble. 1952 wechselte Schlüter nach Hamburg an die dortigen Kammerspiele. Weitere Theaterstationen folgten in Bochum, Berlin (West) und abermals in Hamburg.
Seit 1960 spielte Schlüter zudem regelmäßig Rollen in Film und Fernsehen. Dabei erreichte der Charakterdarsteller mit der imposanten Statur und Stimme auch internationale Bekanntheit. Schlüter spielte in italienischen, französischen, amerikanischen und englischen Produktionen unter international renommierten Regisseuren wie Visconti (in dessen Porträt von Ludwig II.), Christian-Jaque (im Mehrteiler Wettlauf nach Bombay), Roman Polański (in What?) und Billy Wilder (in Eins, zwei, drei, Wilders Satire auf den Kalten Krieg) und neben berühmten Schauspielkollegen wie Elizabeth Taylor und Henry Fonda (Die Rivalin), James Cagney (Eins, zwei, drei) und Ben Kingsley (Der Zug). In deutschen Produktionen spielte er mit einer großen Bandbreite in Komödien wie in Willi wird das Kind schon schaukeln neben Heinz Erhardt, in Literaturverfilmungen wie in Schlöndorffs Oscar-prämierten Adaption von Günter Grass’ Blechtrommel, den Mehrteilern Tadellöser & Wolff und Ein Kapitel für sich nach Walter Kempowski und der Romanverfilmung Die Elixiere des Teufels nach E. T. A. Hoffmann. 1976 spielte er in der Folge „Kein schöner Sonntag“ der Fernsehserie Derrick den naiven Firmenbesitzer Thomas Schunck.

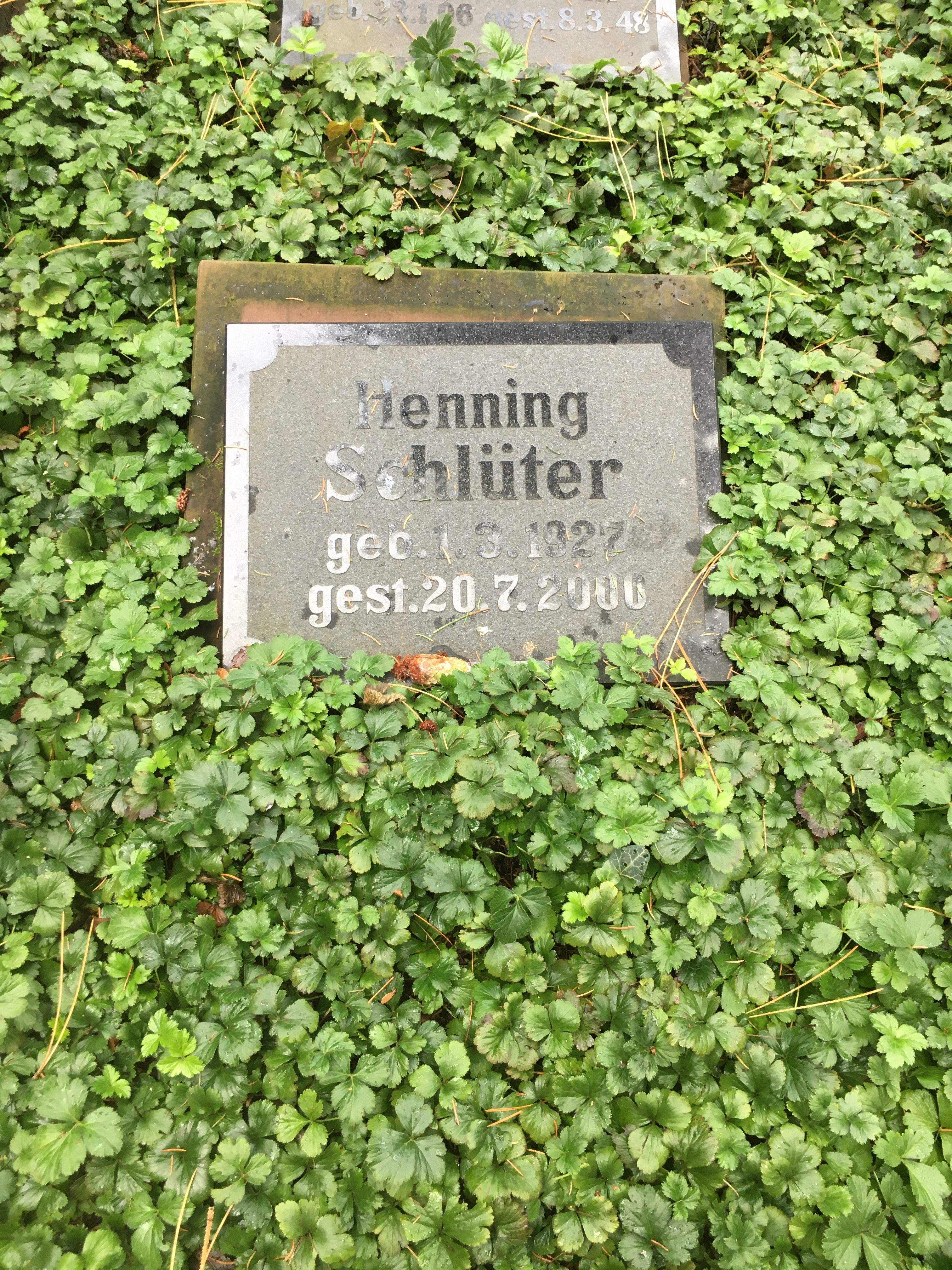
Kissenstein auf dem Friedhof Ohlsdorf in der Familiengrabstätte im Planquadrat AB 11

Besondere Popularität brachte ihm die Rolle des Franz Millinger, den er zwischen 1977 und 1984 als Vorgesetzten von Siegfried Lowitz als Kommissar Erwin Köster in Der Alte verkörperte. 1985 spielte Schlüter selbst die Hauptrolle in einer Krimiserie als Seniorpartner der Anwaltskanzlei Wolff und Wolff in Ein heikler Fall.
Daneben lieh Schlüter seine Stimme zahlreichen Hörspielen und Synchronfassungen. Bekannt wurde er dem jungen Publikum durch seine tragende Rolle als Käpt'n Buddelmann in der Hörspielreihe Flitze Feuerzahn. Vor allem in diversen EUROPA-Produktionen ist er zu hören, so u. a. in den Reihen Pitje Puck, TKKG und Die drei ???.
1966 gab der Hobbyfotograf zudem den Bildband Ladies, Lords und Liederjane heraus.
2004 widmete der Historiker und Journalist Joachim C. Fest in seinem Buch Begegnungen. Über nahe und ferne Freunde auch ein Kapitel seinem langjährigen Freund Henning Schlüter.
Henning Schlüter starb im Alter von 73 Jahren und wurde auf dem Friedhof Ohlsdorf beigesetzt.

## Filmografie (Auswahl)
- 1949: Die blauen Schwerter
- 1955: Roman einer Siebzehnjährigen
- 1961: Der Transport
- 1961: Eins, Zwei, Drei (One, two, three)
- 1963: Die Dreigroschenoper
- 1964: Ein langer Tag
- 1966: Ganovenehre
- 1966: Bonditis
- 1967: Liebesnächte in der Taiga
- 1967: Ein Fall für Titus Bunge: Onkel Tims Vermächtnis
- 1967: Der Mann aus dem Bootshaus (Fernsehfilm)
- 1968: Stahlnetz: Ein Toter zuviel
- 1968: Der Reformator
- 1969: Spion unter der Haube
- 1970: Dem Täter auf der Spur: Froschmänner
- 1970: Nicht nur zur Weihnachtszeit
- 1971: Ein Fall für Herrn Schmidt
- 1972: Willi wird das Kind schon schaukeln
- 1972: Was? (What?)
- 1973: Ludwig II. (Ludwig)
- 1973: Lokaltermin: Die Herrenpartie
- 1973: Bauern, Bonzen und Bomben
- 1973: Die Rivalin (Ash Wednesday)
- 1973: Die Abenteuer des Monsieur Vidocq (Les Nouvelles Aventures de Vidocq, Fernsehserie, 1 Folge)
- 1974: Die Akte Odessa (The Odessa File)
- 1975: Tadellöser und Wolff
- 1975: Der letzte Schrei
- 1975: Kommissariat 9: Streben Sie vorwärts
- 1975: Beschlossen und verkündet: Schrift ist Gift
- 1976: Verlorenes Leben
- 1976: Die Elixiere des Teufels
- 1976: Tatort: Fortuna III
- 1976: Derrick – Kein schöner Sonntag
- 1977: Der Alte (wiederkehrende Rolle bis 1984)
- 1977: Unendlich tief unten
- 1977: Winterspelt 1944
- 1977: Heinrich
- 1979: Die Blechtrommel
- 1979: Ein Kapitel für sich
- 1979: Ein Mord, den jeder begeht
- 1979: Die Protokolle des Herrn M. – Mit gezinkten Karten
- 1980: Teegebäck und Platzpatronen
- 1981: Wettlauf nach Bombay
- 1984: Das Rätsel der Sandbank
- 1985: Ein heikler Fall
- 1986: Tante Tilly
- 1986–1991: Die Wicherts von nebenan (Fernsehserie, 4 Folgen)
- 1987: Der Landarzt
- 1988: Der Zug
- 1989: Großstadtrevier: Ein ganz normaler Tag
- 1990: Schwarz Rot Gold – Hammelsprung
- 1991: Tatort: Tod eines Mädchens
- 1991: Großstadtrevier: Gelegenheit macht Diebe
- 1991: Leonie Löwenherz
- 1992: Großstadtrevier: Die lieben Alten
- 1993: Auto Fritze
- 1994: Großstadtrevier: Karaoke
- 1994: Der Nelkenkönig
- 1995: Achtung: Streng geheim! – Folge 8: Das Dino-Ei
- 1995: Peter Strohm – Die Gräfin
- 1995: Rosa Roth – Lügen (Fernsehreihe, Folge 2)
- 1996: Kondom des Grauens
- 1996: Tatort: Mord hinterm Deich
- 1997: Großstadtrevier: Suchmeldung
- 1998: Großstadtrevier: Ermessensfrage
- 1998: Hundert Jahre Brecht

## Hörspiele
- 1977: Fred Kassack: Diskretion – Regie: Otto Kurth (Kriminalhörspiel – BR)
- 1981: Die Funk Füchse – Der Schatz im Birkenwald (1) als Herr Gröner (Hörspiel – Sony BMG/Europa)
- 1982: TKKG – In den Klauen des Tigers (22) als Zoodirektor Zeisig (Hörspiel – Sony BMG/Europa)
- 1983: Hui Buh, das Schloßgespenst – und die Irrlichter im Moor (22) als Kutscher (Hörspiel – Sony BMG/Europa)
- 1984–1987: Flitze Feuerzahn – als Käpt'n Buddelmann (Hörspiel – Sony BMG/Europa)
- 1990: Horst Bosetzky/Steffen Mohr: Schau nicht hin, schau nicht her – Regie: Ulrike Brinkmann (Hörspiel – RIAS Berlin)
- 1996: TKKG – Die Hand an den Sternen (97) als Herr Anschütz (Hörspiel – Sony BMG/Europa)
- 1998: Die drei ??? – Die Karten des Bösen (82) als Professor Steed (Hörspiel – Sony BMG/Europa)

## Werke
- 1966 Henning Schlüter: Ladies, Lords und Liederjane (Bildband)